# 利亚诺斯德尔考迪略
利亚诺斯德尔考迪略，是西班牙卡斯蒂利亚-拉曼恰雷阿尔城省的一个市镇。 总面积19平方公里，总人口692人（2001年），人口密度36人/平方公里。